# The We and the I
Pour plus de détails, voir Fiche technique et Distribution.
The We and the I est un film américano-britannique écrit et réalisé par Michel Gondry et sorti en 2012. Il a été présenté à la Quinzaine des réalisateurs du Festival de Cannes 2012 et a gagné le Prix de la critique internationale du Festival de Deauville.

## Synopsis
À la fin du dernier jour de l'année scolaire, des élèves d’un lycée du Bronx font un dernier trajet ensemble avant l’été. On y trouve des adolescents bruyants et exubérants, les « bizuteurs », les victimes, les amoureux, etc. Ce groupe évolue et se transforme au fur et à mesure que le bus se vide. Certaines relations deviennent alors plus intimes et révèlent des facettes cachées des élèves…

## Fiche technique
- Réalisation : Michel Gondry
- Scénario : Michel Gondry, Jeffrey Grimshaw et Paul Proch
- Photographie : Alex Disenhof
- Montage : Jeff Buchanan
- Décors : Tommaso Ortino
- Costumes : Sarah Mae Burton
- Production : Raffi Adlan, Georges Bermann et Julie Fong
  - Production associée : Jordan Kinley
- Sociétés de production : Next Stop Production et Partizan
- Société de distribution : Mars Distribution (France)
- Genre : comédie dramatique
- Pays d'origine :  États-Unis et  Royaume-Uni
- Dates de sortie[1] :
  - France : 17 mai 2012 (Festival de Cannes 2012) ; 12 septembre 2012 (sortie nationale)

## Distribution
- Joe Mele
- Meghan Murphy : Niomi
- Alex Barrios : Alex
- Brandon Diaz : Brandon
- Jonathan Scott Worrell : Big T
- Lady Chen Carrasco : Laidychen
- Luis Figueroa : Luis
- Teresa L. Rivera
- Raymond Rios
- Patricia Marie Collazo
- Raymond Delgado : Big Raymond
- Marie E. Raphael
- Sasha rodriguez
- Mirio Fawless

## Production

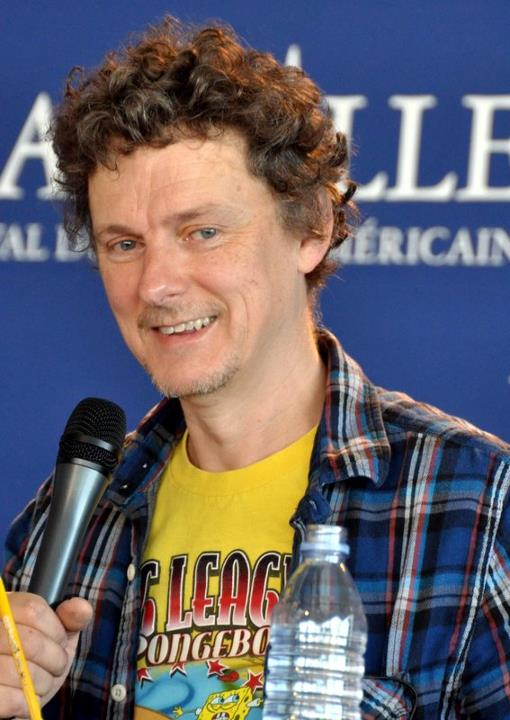
Le réalisateur Michel Gondry à la première du film au Festival du Film Américain de Deauville 2012.

### Développement du projet
Michel Gondry a eu envie de faire ce film il y a plus de vingt ans, alors qu'il était dans un bus. Observant un groupe de jeunes, il est alors surpris des changements de comportement de chacun à mesure que certains descendent. Moins il y avait de monde, plus ils révélaient leur personnalité. Cette observation du changement de comportement selon qu'on est en groupe ou non l'amène à se questionner : « À l’extérieur, je pouvais voir des gens dont la personnalité changeait selon qu’ils étaient en groupe ou seuls. Cela me paraissait étrange, alors que chez nous, on se disait sans cesse qu’il fallait être soi-même ».
Le film contient une grande part autobiographique. En effet, Michel Gondry s'est grandement inspiré de son enfance, notamment pour les personnages : « Les personnages sont inspirés de gens que je connaissais, […] au tournant des années 80 : il y avait trois ou quatre garçons, plus une fille un peu forte qui restait avec nous parce que mes copains étaient moins cruels avec elle que ne pouvaient l’être les autres filles… Mais ils ne la traitaient pas bien non plus, ce qui me perturbait, et pourtant elle restait. C’est un peu ce qui a donné le personnage de Teresa ».
Pour la préparation de son film, Michel Gondry a passé de nombreuses journées à interroger des lycéens du Bronx, laissant ces jeunes raconter leurs histoires et leurs expériences. Il s'est largement servi des histoires racontées par ses acteurs pour écrire les dialogues du film. Il déclare que le film aurait aussi bien pu se dérouler dans un autre quartier new yorkais, mais les écoles de ces autres quartiers étaient inquiètes, et seules celles du Bronx ont accepté de le laisser interroger les élèves.

### Choix des interprètes
Tous les acteurs du film sont des amateurs, qui sont de véritables lycéens. « On a atterri au Bronx, dans un centre d’activités artistiques animé par des gens super actifs, qui redynamisent ce quartier plombé par les problèmes. On a ouvert un atelier cinéma, et on a pris les quarante qui se sont inscrits […] On ne voulait pas sélectionner les meilleurs. J’avais une grille de rôles avec cinq personnages principaux, des personnages secondaires, et puis après c’était ouvert. On a laissé les choses s’emboîter. On leur a posé plein de questions, on a vu ceux qui correspondaient aux personnages et en même temps, on a retravaillé le script en fonction des interviews. Ce que je voulais dès le départ, c’est que personne ne se sente exclus, que tout le monde fasse partie du voyage. Il y aurait les quarante dans le bus. Même s’ils avaient peu à dire, ils seraient contents, ils seraient payés, ça leur faisait un job d’été », confie le réalisateur à Phosphore.
Le choix de distribution rappelle celui qui a été fait pour le film Entre les murs de Laurent Cantet. La sélection des acteurs a duré plus de trois ans, Michel Gondry et son équipe ayant mené de nombreux entretiens pour dégager des archétypes de lycéens.

### Tournage
Le film a été réellement tourné dans un bus de transport new-yorkais, dans le sud du Bronx, et c'est une véritable chauffeuse new-yorkaise qui joue la conductrice du bus.

## Sortie

### Box-office
| Pays ou région    | Box-office      | Date d'arrêt du box-office | Nombre de semaines |
| ----------------- | --------------- | -------------------------- | ------------------ |
| France            | 104 004 entrées |                            |                    |
| États-Unis Canada | 42 172 $        | 2 mai 2013                 | 8                  |
| Mondial           | 293 605 $       | -                          | -                  |